# Richard Chelimo
Richard Chelimo (Chesubet, 21 de abril de 1972 – Eldoret, 15 de agosto de 2001) foi um atleta queniano, recordista mundial júnior dos 10000 metros. Foi o medalhista de prata nos 10000 m dos Jogos Olímpicos de Verão de 1992 em Barcelona.
Encerrou sua carreira ainda jovem, aos 24 anos de idade, em 1996 - segundo o primo do atleta, Kiptanui, a aposentadoria foi causada por um crescente desânimo por não figurar no topo do atletismo. Fora das pistas, Chelimo afundou-se no alcoolismo, engordou vários quilos e, encorajado por amigos, voltou a treinar, perdendo 5 quilos.
Chelimo faleceu em 15 de agosto de 2001, vitimado por um tumor cerebral. O atleta tinha apenas 29 anos quando morreu, em Eldoret (cidade localizada na região oeste do Quênia).